# 2004년 울진 해역 지진
2004년 울진 해역 지진은 2004년 5월 29일 울진 앞바다에서 발생한 지진이다. 지진 규모는 M5.2로 2016년 경주 지진 발생 전까지 1978년 속리산 지진과 함께 남한 지역에서 발생한 최대 규모의 지진이었다.

## 진도
| 진도 | 지역                                       |
| ---- | ------------------------------------------ |
| V    | 울진                                       |
| IV   | 삼척, 태백, 안동, 의성, 대구, 포항, 울릉도 |
| III  | 강릉, 추풍령, 울산                         |
| II   | 그 외 전국 (제주도 제외)                   |

## 같이 보기
- 한국의 지진
- 한국의 지진 목록
- 후포 단층
- 울진군의 지질